# Mîkolaiivka, Kazanka
Mîkolaiivka (în ucraineană Миколаївка) este o comună în raionul Kazanka, regiunea Mîkolaiiv, Ucraina, formată numai din satul de reședință.

## Demografie
Componența lingvistică a comunei Mîkolaiivka
     Ucraineană (94,7%)
     Rusă (5,06%)
Conform recensământului din 2001, majoritatea populației comunei Mîkolaiivka era vorbitoare de ucraineană (94,7%), existând în minoritate și vorbitori de rusă (5,06%).